# Donald McEachin
Pour les articles homonymes, voir McEachin.
Aston Donald McEachin, né le 10 octobre 1961 à Nuremberg (Allemagne de l'Ouest) et mort le 28 novembre 2022, est un homme politique américain, membre du Parti démocrate et élu de Virginie à la Chambre des représentants des États-Unis de 2017 à 2022.